# Округ Гилеспи (Тексас)
Округ Гилеспи (енгл. Gillespie County) је округ у америчкој савезној држави Тексас. По попису из 2010. године број становника је 24.837.

## Демографија
Према попису становништва из 2010. у округу је живело 24.837 становника, што је 4.023 (19,3%) становника више него 2000. године.
| Група             | 2000.          | 2010.          |
| Белци             | 17.232 (82,8%) | 19.472 (78,4%) |
| Афроамериканци    | 43 (0,2%)      | 89 (0,4%)      |
| Азијати           | 37 (0,2%)      | 89 (0,4%)      |
| Хиспаноамериканци | 3.309 (15,9%)  | 4.969 (20,0%)  |
| Укупно            | 20.814         | 24.837         |